# Ленский мамонт

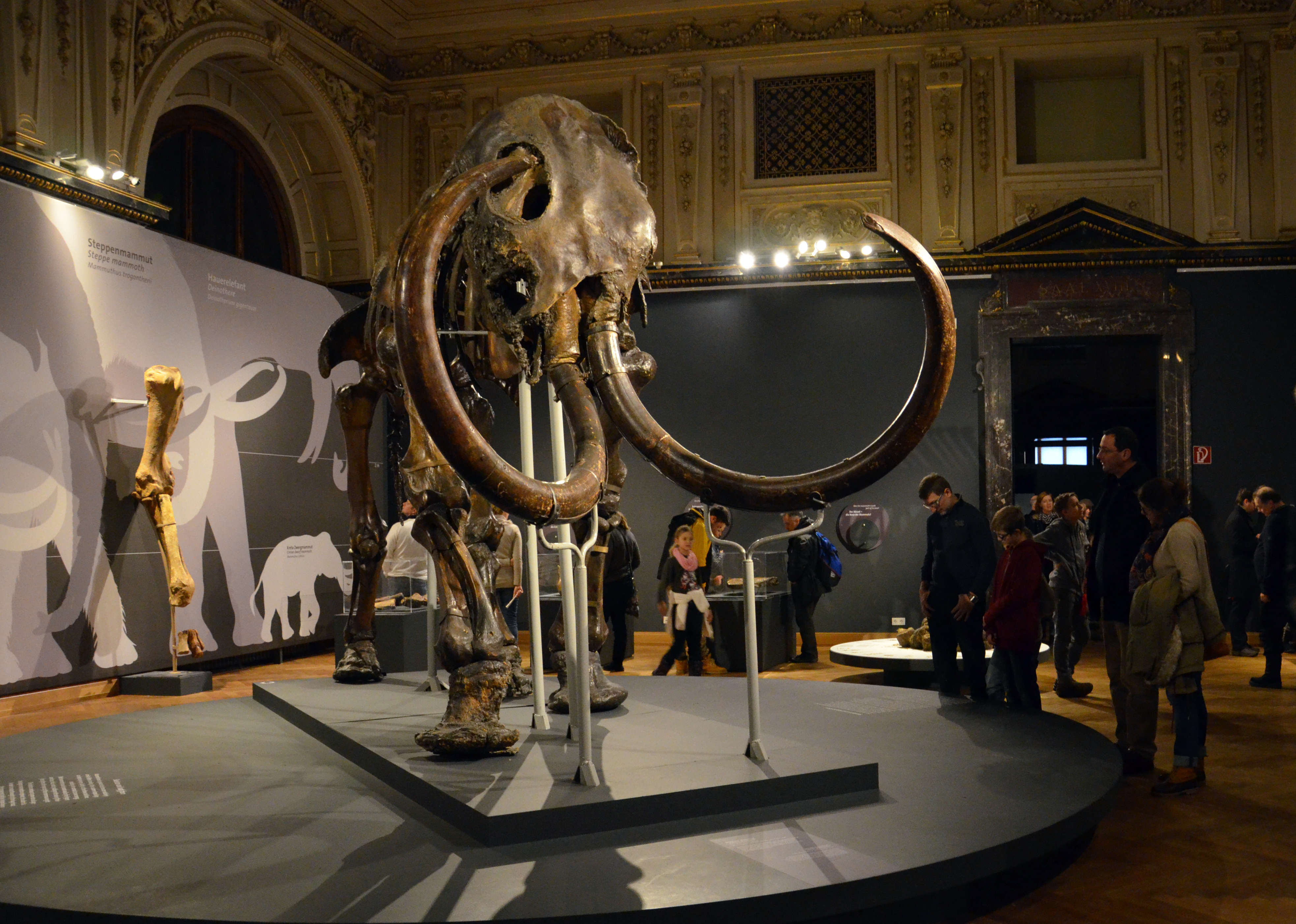
Ленский мамонт на выставке в Вене, Австрия

Ленский мамонт, или Мамонт Адамса, — скелет шерстистого мамонта, находящийся в экспозиции Зоологического музея Зоологического института РАН в Санкт-Петербурге. Первый из полных скелетов мамонта, оказавшихся в руках учёных.

## История находки

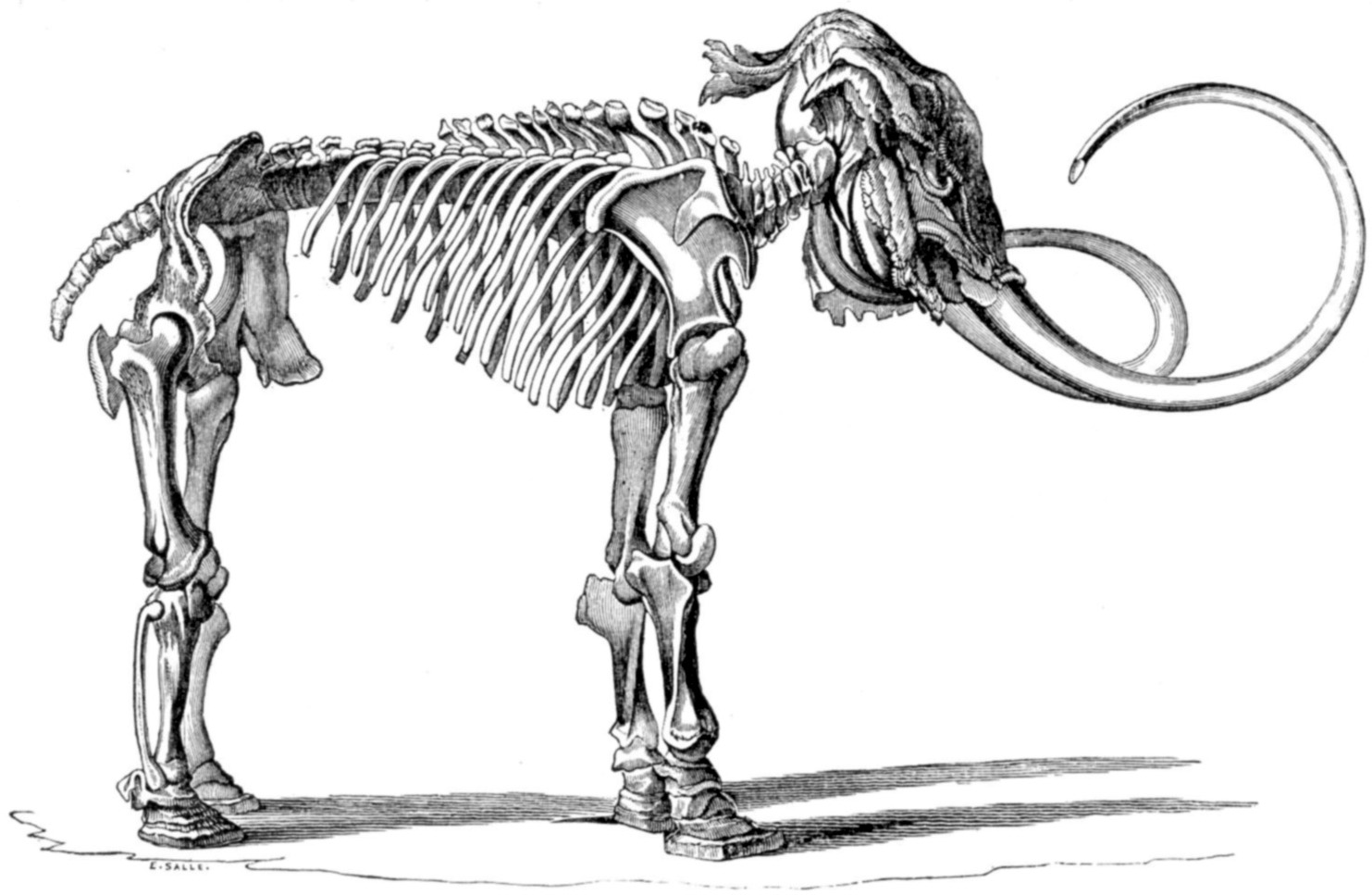
Рисунок скелета Ленского мамонта

Скелет был найден в 1799 году охотником Осипом Шумаковым в дельте реки Лены, на полуострове Быковском Арктической тундры,  Быковский эвенкийский национальный наслег. В 1806 году ботаник Академии наук Михаил Иванович Адамс, находившийся тогда в Якутске, устроил раскопки и доставку останков мамонта в Санкт-Петербург. Там, под руководством Адамса, скелет смонтировали. Он демонстрировался сначала в Кунсткамере, а потом в Зоологическом музее Академии Наук.

## Описание
Находка представляла собой скелет с остатками кожи и мяса.

## Древность находки
Радиоуглеродный анализ указывает, что возраст Ленского мамонта около 36 000 лет.